# 남지 (서울)
남지(南池)는 숭례문 밖에 있었던 연못이다.

## 역사
한명회에 따르면 조선 도읍을 한성으로 정할 때 북악산의 불 기운을 잡기 위해 숭례문 밖에 못을 팠다고 한다.
이기룡필 남지기로회도(17세기)를 보면 연꽃을 심은 연못이었음을 알 수 있다. 《오주연문장전산고》(19세기)에 따르면 남지는 역사상 여러 차례 말랐다가 다시 물을 채워넣은 일이 있었는데, 못에 물을 채워넣을 때에는 남인이 흥한다는 속설이 있었다고 한다.
을사조약 이후 이토 히로부미가 콜레라를 방지한다는 명목으로 메웠다.
지금은 터 근처 도로에 표지석이 남아 있다.